# 協議解散
協議解散（日语：／ Hanashiai kaisan）是1958年4月25日日本眾議院解散的俗稱。

## 概要
日本第28屆國會於1957年（昭和32年）12月20日開議。自1955年2月的眾議院議員總選舉以來，日本國會歷經鳩山一郎、石橋湛山、岸信介三位內閣總理大臣，許久沒有改選；不僅在野的日本社会党強烈要求解散眾議院，執政的自由民主黨內部也有類似聲音出現。當時自民黨的主流派系岸派與佐藤派為了儘早確立勢力，希望在1958年1月解散眾議院，池田派及三木派亦贊同此想法；不過大野派及河野派則強烈反對，主張待秋季預算案通過、在野黨也同意時再解散眾議院。見此，岸信介遂放棄於1月解散眾議院。2月3日，社會黨提出眾議院解散決議案，要求儘快解散，惟決議案遭到否決。在這樣的情勢下，眾議院於3月31日通過了1958年度的預算案。4月起，社會焦點轉移至解散及選舉事宜。
4月18日，在時任眾議院議長益谷秀次陪同下，岸信介與時任社會黨委員長鈴木茂三郎進行黨魁會談，社會黨同意合作推進法案審議，自民黨則同意在社會黨提出內閣不信任決議時解散眾議院。隔日《朝日新聞》對此評論道：「（眾議院）解散的大致日期與進行方式皆由朝野協商事先決定，這是史無前例的。若確實按照18日的討論結果進行解散，將在國會史上樹立新的典範。」
4月25日，由社會黨提出的內閣不信任決議正式呈交至眾議院。時任社會黨籍眾議員河上丈太郎解釋不信任決議的意旨，自民黨籍眾議員三木武夫對此進行反駁。辯論結束之後，眾議院未經表決即行解散。